# Pulau-Pulau Terselatan
Pulau-Pulau Terselatan ist ein indonesischer Distrikt (Kecamatan) im Regierungsbezirk (Kabupaten) Südwestmolukken (Maluku Barat Daya) der Provinz Maluku.

## Geographie
Zu dem Distrikt gehören die Insel Kisar und Romang mit den sie umgebenden kleinen Inseln Njata, Mitan, Tellang, Limtutu, Laut, Kital, Maopora und Djuha. Hauptort ist Wonreli auf Kisar.
Pulau-Pulau Terselatan teilt sich in die zwölf Desa Lekloor (1.271 Einwohner 2010), Oirata Barat (West-Oirata, 555), Oirata Timur (Ost-Oirata, 1.011), Abusur (803), Kota Lama (Alte Stadt, 833), Wonreli (6.652), Nomaha (640), Pur-Pura (398), Lebelau (1.852), Jerusu (2.138), Hila (1.262) und Solath (484).

## Einwohner
In Pulau-Pulau Terselatan leben 17.899 Menschen (2010).